# Лизтон (Индијана)
Лизтон (енгл. Lizton) град је у америчкој савезној држави Индијана.

## Демографија
По попису из 2010. године број становника је 488, што је 116 (31,2%) становника више него 2000. године.
| Група             | 2000.       | 2010.       |
| Белци             | 366 (98,4%) | 472 (96,7%) |
| Афроамериканци    | 1 (0,3%)    | 0 (0,0%)    |
| Азијати           | 0 (0,0%)    | 2 (0,4%)    |
| Хиспаноамериканци | 0 (0,0%)    | 7 (1,4%)    |
| Укупно            | 372         | 488         |